# Liste der Kulturdenkmäler in Obermoschel
In der Liste der Kulturdenkmäler in Obermoschel sind alle Kulturdenkmäler der rheinland-pfälzischen Stadt Obermoschel aufgeführt. Grundlage ist die Denkmalliste des Landes Rheinland-Pfalz (Stand: 27. November 2018).

## Denkmalzonen
| Bezeichnung                           | Lage                                                                           | Baujahr                     | Beschreibung | Bild                           |
| ------------------------------------- | ------------------------------------------------------------------------------ | --------------------------- | --- | ------------------------------ |
| Denkmalzone Altstadt                  | Lage                                                                           | 16. bis 20. Jahrhundert     | dichte Bebauung mit landschaftstypischen Haus- und Hofformen, außergewöhnliche Dichte von Kulturdenkmälern des 16. bis frühen 20. Jahrhunderts, insbesondere Spätgotik, Renaissance und Barock, auf weitgehend ungestörtem Straßennetz des 13. und 14. Jahrhunderts | Fotos hochladen                |
| Denkmalzone Jüdischer Friedhof        | Feldstraße Lage                                                                | 1819                        | 1819 angelegt, 1868 erweitert; 67 Sandsteinstelen des 19. und frühen 20. Jahrhunderts | Fotos hochladen                |
| Denkmalzone Quecksilbergrube Carolina | am Moschellandsberg, zwischen Nieder- und Obermoschel; Flur Am Schloßberg Lage | ab 1442                     | obertägig sichtbar Stollenmundloch und Halden, untertägig Grubenanlage mit riesigen Weitungen; Typlokalität des Landsbergits; Bergbau zwischen 1442 und 1942 nachweisbar | BW                             |
| Denkmalzone Burg Landsberg            | östlich der Stadt auf dem Schloßberg Lage                                      | Anfang des 12. Jahrhunderts | Ruine; wohl Anfang des 12. Jahrhunderts (oder 10. Jahrhundert?) gegründet, zweiteilig mit östlichem Halsgraben (verfüllt), Ausbau zum Wohnschloss Anfang des 17. Jahrhunderts, 1693 zerstört; Überreste der Oberburg, wohl noch 12. oder 13. Jahrhundert (Bergfried, Ringmauer, Schildmauer, Palas), Reste des spätgotischen Zwingers und der Tortürme, 15. Jahrhundert, Geschützturm 16. Jahrhundert; an der Kernburg gotische und Renaissance-Spolien | weitere Bilder Fotos hochladen |

## Einzeldenkmäler
| Bezeichnung                               | Lage                                      | Baujahr                              | Beschreibung | Bild                           |
| ----------------------------------------- | ----------------------------------------- | ------------------------------------ | --- | ------------------------------ |
| Wohnhaus                                  | Friedrichstraße 5 Lage                    | erste Hälfte des 16. Jahrhunderts    | spätgotisches Wohnhaus, teilweise Fachwerk, wohl aus der ersten Hälfte des 16. Jahrhunderts, Umbau (?) bezeichnet 1824; Torfahrt mit Fachwerküberbau, um 1700; rückwärtig Scheune, 19. Jahrhundert | Fotos hochladen                |
| Hofanlage                                 | Friedrichstraße 7 Lage                    | erste Hälfte des 18. Jahrhunderts    | Streckhof, heute Stadtbücherei; barockes Wohnhaus, teilweise Fachwerk, erste Hälfte des 18. Jahrhunderts | Fotos hochladen                |
| Wohnhaus                                  | Friedrichstraße 9 Lage                    | 1718                                 | barockes Wohnhaus, teilweise Fachwerk, bezeichnet 1718 und 1822 | Fotos hochladen                |
| Edenborner Hof                            | Friedrichstraße 10/12 Lage                | zweite Hälfte des 16. Jahrhunderts   | Doppelwohnhaus, im Kern aus der zweiten Hälfte des 16. Jahrhunderts, Zierfachwerk wohl aus dem 17. Jahrhundert; Nr. 10 bezeichnet 1589; Stall mit Walmdach, 19. Jahrhundert | Fotos hochladen                |
| Wohnhaus                                  | Friedrichstraße 11 Lage                   | frühes 18. Jahrhundert               | barocker Bruchsteinbau, teilweise Fachwerk, wohl aus dem frühen 18. Jahrhundert; wohl älterer Keller; ortsbildprägend | Fotos hochladen                |
| Haustür                                   | Friedrichstraße, an Nr. 15 Lage           | letztes Viertel des 18. Jahrhunderts | Haustürblatt, spätes Rokoko, letztes Viertel des 18. Jahrhunderts | BW                             |
| Haustür                                   | Friedrichstraße, an Nr. 17 Lage           | um 1827                              | klassizistische Haustür, um 1827 | Fotos hochladen                |
| Protestantische Pfarrkirche               | Kirchenplatz 1 Lage                       | 1789                                 | frühklassizistischer Walmdachbau mit hoch aufragendem Westturm, bezeichnet 1789, Architekt Friedrich Gerhard Wahl, Zweibrücken; ortsbildprägend | weitere Bilder Fotos hochladen |
| Kriegerdenkmal                            | Kirchenplatz, bei Nr. 1 Lage              | 1958                                 | Kriegerdenkmal für die Gefallenen beider Weltkriege, 1958, Architekt Otto Rumpf, Obermoschel | Fotos hochladen                |
| Schulhaus                                 | Kirchenplatz 3 Lage                       | um 1840                              | ehemaliges Schulhaus; eingeschossiger spätklassizistischer Walmdachbau, um 1840 | Fotos hochladen                |
| Bernsteinsches Schloss                    | Kirchenplatz 4 Lage                       | 1552                                 | Putzbau, Treppenturm mit Pyramidendach, 1552, Umbau im frühen 19. Jahrhundert; ortsbildprägend | Fotos hochladen                |
| Protestantisches Pfarrhaus                | Kirchenstraße 1 Lage                      | 1761                                 | ehemaliges protestantisches Pfarrhaus; schlichter spätbarocker Walmdachbau, bezeichnet 1761, Architekt Philipp Heinrich Hellermann, Zweibrücken | Fotos hochladen                |
| Katholisches Pfarrhaus                    | Kirchenstraße 12 Lage                     | 1879                                 | Katholisches Pfarrhaus; spätklassizistischer Putzbau auf Quadersockel, 1879; straßen- und ortsbildprägend | Fotos hochladen                |
| Katholische Pfarrkirche Mariä Himmelfahrt | Kirchenstraße, bei Nr. 12 Lage            | 1866–68                              | neugotischer gequaderter Saalbau, 1866–68, Architekt Cornelius von Moro, Odernheim; neugotische Orgel, 1882 von A. Zipperlin und Christ, Neustadt an der Weinstraße; straßen- und ortsbildprägend | weitere Bilder Fotos hochladen |
| Grabstein                                 | Kirchenstraße, bei Nr. 12 Lage            | 1837                                 | auf dem Kirchhof: klassizistischer Grabstein Maria Anna Vincenti († 1837) | Fotos hochladen                |
| Altes Gericht                             | Kirchenstraße 13 Lage                     | 1737                                 | ehemalige Herzoglich-zweibrückische Amtskellerei; repräsentative barocke Zweiflügelanlage mit Mansardwalmdach, bezeichnet 1737, Nordflügel 1755, Architekt Werkmeister Voit, Kusel, Umbau wohl im frühen 20. Jahrhundert; ortsbildprägend                                                                                             | Fotos hochladen                |
| Katholisches Schulhaus                    | Kirchenstraße 15 Lage                     | um 1861                              | ehemaliges katholisches Schulhaus; stattlicher Putzbau, um 1861, im Kern eventuell älter; ortsbildprägend | Fotos hochladen                |
| Hofanlage                                 | Luitpoldstraße 2 Lage                     | 16. bis 19. Jahrhundert              | Hofanlage, 16. bis 19. Jahrhundert; Wohnhaus mit Fachwerkteilen, 16. oder 17. Jahrhundert; Gewölbestall, Scheune und Remise, um 1860/70; bauliche Gesamtanlage | Fotos hochladen                |
| Gasthaus                                  | Luitpoldstraße 7 Lage                     | erstes Viertel des 19. Jahrhunderts  | Gasthaus; klassizistischer Putzbau, wohl aus dem ersten Viertel des 19. Jahrhunderts; ortsbildprägend | Fotos hochladen                |
| Fassade                                   | Luitpoldstraße, an Nr. 38 Lage            | 1900                                 | spätgründerzeitliche Sandsteinfassade, 1900, Architekt Bildhauer Otto Rumpf, Obermoschel | Fotos hochladen                |
| Rathaus                                   | Marktplatz 1 Lage                         | 1510–12                              | Rathaus; spätgotischer Putzbau, zweigeschossiges Fachwerk-Zwerchhaus, 1510–12; in der ursprünglich offenen Halle romanische Säule, um 1180 | Fotos hochladen                |
| Wohnhaus                                  | Marktplatz 3 Lage                         | Mitte des 19. Jahrhunderts           | fünfachsiges Wohnhaus, Mitte des 19. Jahrhunderts | Fotos hochladen                |
| Polnischer Hof                            | Polnischer Hof ohne Nummer Lage           | um 1600                              | heute Bäckerei; Laubenganghaus, teilweise Fachwerk, um 1600 | Fotos hochladen                |
| Wohnhaus                                  | Richard-Müller-Straße 9 Lage              | 1848/49                              | spätklassizistisches Wohnhaus mit Kniestock, Kleinquaderbau, Walmdach, 1848/49; hofseitig jüngerer Anbau, im Hof eineinhalbgeschossiges Nebengebäude, Sandsteinquaderbau mit Kniestock | Fotos hochladen                |
| Amtsgericht                               | Richard-Müller-Straße 11, 11a Lage        | 1900                                 | ehemaliges Amtsgericht mit Gefängnis, heute Akademie für Landespflege und protestantisches Dekanat; asymmetrischer Sandsteinquaderbau mit Walmdach, Neurenaissance, bezeichnet 1900, Architekt Joseph Rottler, Kaiserslautern; rückwärtig ehemaliges Gefängnis, Sandsteinquaderbau mit Walmdach, Remise mit Walmdach; ortsbildprägend | Fotos hochladen                |
| Amtsapotheke                              | Richard-Müller-Straße 18 Lage             | 1840                                 | Amtsapotheke; spätklassizistischer Putzbau, 1840, hofseitiger Anbau 1934; ortsbildprägend | Fotos hochladen                |
| Haustür                                   | Schneidergasse, an Nr. 7 Lage             | um 1830                              | klassizistische Haustür, um 1830 | Fotos hochladen                |
| Peterstürmchen                            | Vogelgesang, neben Nr. 6 Lage             | um 1373                              | Peterstürmchen der spätmittelalterlichen Stadtbefestigung, dreigeschossiger Bruchsteinturm mit Kegeldach, um 1373, Aufstockung 1527 | weitere Bilder Fotos hochladen |
| Wohnhaus                                  | Wilhelmstraße 6 Lage                      | nach 1841                            | ursprünglich Postkutschenstation, dann Notariat, heute buddhistisches Zentrum; stattliches spätklassizistisches Wohnhaus mit Kniestock, nach 1841; Wintergartenanbau; Gartenpavillon, um 1840; ortsbildprägend | Fotos hochladen                |
| Wohnhaus                                  | Wilhelmstraße 14 Lage                     | 1787                                 | spätbarocker Krüppelwalmdachbau mit Fachwerkgiebeln, bezeichnet 1787 | BW                             |
| Schucksches Haus                          | Wilhelmstraße 18 Lage                     | 1583                                 | ursprünglich zwei separate Renaissance-Fachwerkhäuser, bezeichnet 1583 und 1584, Fachwerk dendrodatiert 1584 | Fotos hochladen                |
| Wohnhaus                                  | Wilhelmstraße 20 Lage                     | 1584                                 | im 19. Jahrhundert veränderter Fachwerkbau von 1584, baulich verbunden mit dem Schuckschen Haus; im Inneren Rest der ursprünglichen Ausstattung | Fotos hochladen                |
| Inschriftstein und Haustür                | Wilhelmstraße, an Nr. 29 Lage             | 1725                                 | Inschriftstein, bezeichnet 1725; hofseitig Haustür, zweite Hälfte des 18. Jahrhunderts | Fotos hochladen                |
| Bet- und Zechenhaus                       | Waldhaus 1, auf dem Moschellandsberg Lage | 1758                                 | ehemaliges Bet- und Zechenhaus; eingeschossiger Fachwerkbau, 1758, Architekt F. W. Jacobi, Erneuerung wohl in der ersten Hälfte des 19. Jahrhunderts; anschließend Bruchsteinbau mit Vierpassfenster der ehemaligen Synagoge | Fotos hochladen                |

## Ehemalige Kulturdenkmäler
| Bezeichnung | Lage                  | Baujahr | Beschreibung | Bild |
| ----------- | --------------------- | ------- | --- | ---- |
| Wohnhaus    | Wilhelmstraße 16 Lage | um 1700 | barockes Wohnhaus, teilweise Fachwerk, um 1700, im Kern eventuell älter; rückwärtig Stall, teilweise Fachwerk; abgebrochen und aus Denkmalliste gelöscht | BW   |